# Marcelle Auclair

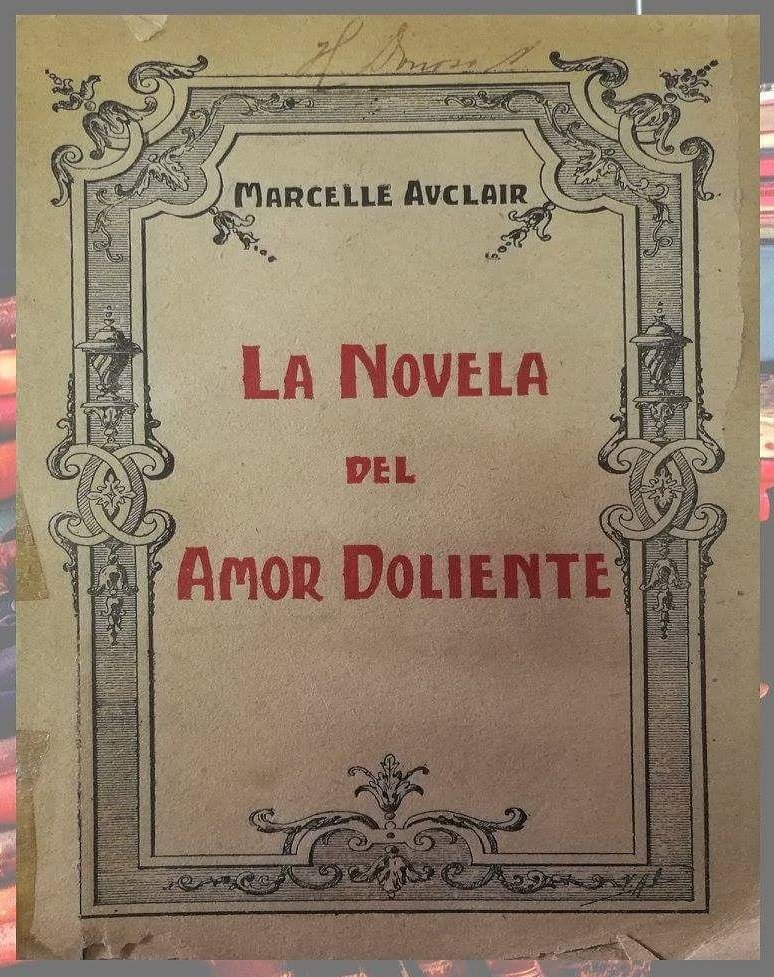
La Novela del Amor Doliente. Marcelle Auclair. Primera Edición. 1923. Imprenta Universitaria, Santiago de Chile.

Marcelle Auclair (1899-1983) fue una escritora, periodista  e hispanista francesa.

## Biografía
Nacida en la localidad francesa de Montluçon, se trasladaría a Chile de pequeña, donde residió hasta 1923, momento en el cual retornaría a Francia. Hacia 1923 publicó La novela del amor doliente. Estudió tanto la vida de Santa Teresa de Jesús, con su biografía novelada La vie de Sainte Thérése d'Avila. La dame errante de Dieu (1950), como de Federico García Lorca, con su Enfances et mort de García Lorca, de 1968. Se la ha llegado a describir además como «confidente muy privilegiada de Alexis Leger». Participó en la fundación de la revista Marie Claire, del grupo Jean Prouvost, donde fue directora junto a Pierre Brost, y estuvo casada con Jean Prévost. Falleció en 1983.